# Hartal Pál
Hartai Pál (Szeged, 1936 –) kanadai magyar festő és költő. Ő alkotta meg a "lírai konceptualizmus" fogalmát, hogy evvel jellemezze stílusát mind a festészetben, mind a költészetben, megkísérelve egyesíteni a tudományosat a kreatívval, vagyis az intuitívval.

## Életút
1944-ben Magyarországról zsidó családjával együtt a strasshofi munkatáborba deportálták. A kényszermunkából 1945. április 9-én szabadult, majd a háború végeztével családjával visszatért Magyarországra. Szegedi diákként részt vett az 1956-os magyar forradalomban, majd néhány hónappal később elégette minden versét és iratát, és "a szabadságba menekült", 1957-ben kivándorolt Izraelbe. A Jeruzsálemi Héber Egyetemen 1964-ben bölcsészdiplomát szerzett.
Hartal1973-ban Montrealba költözött. 1977-ben a Concordia Egyetemen mesterdiplomát szerzett. A kaliforniai San Rafaelben található Columbia Pacific Universityn 1986-ban megszerezte a doktori fokozatot nevelés és művészet témakörben.
Hartal az 1980-as években Montrealban megalapította a The Centre for Art, Science and Technology intézetet. A központ számos interdiszciplináris projektet valósított meg, amelyek a művészetek és a tudományok számos ága közötti kapcsolatot kutatták, többek között a festészet, a költészet, a zene, az építészet, a kommunikáció, a mesterséges intelligencia, a matematika, a kozmológia és az űrkutatás területén.

## Művészet és művészetelmélet
A lyco art vagy lírai konceptualizmus Hartal alkotta fogalmak.
1975-ben Hartal kiadta A Manifesto on Lyrical Conceptualism (Kiáltvány a lírai konceptualizmusról) című művét, amelyben a lycoizmust mint új művészeti fogalmat mutatta be a "művészet periódusos rendszerében". Ebben a művében Hartal egy olyan művészetelmélet kidolgozását  javasolja, amely ellentétben áll azzal a szerinte hagyományos hiedelemmel, miszerint az érzelem és az értelem ellentétben állnak egymással. Hartal azt indítványozza, hogy a művészek számára tegyék lehetővé, hogy a tudósokhoz hasonlóan hozzájáruljanak a társadalom érzelmi és intellektuális fejlődéséhez. 1975-ben Kanadában megalakult a Lyrical Conceptualism Society, amelyet Hartal vezetett.
A lykizmus fogalmának bevezetésével Hartal nem egy új posztkonceptualista szakadár irányzatot akart kialakítani, hanem egy új művészetfilozófia megteremtése volt a szándéka, amelyben a művészet és a tudomány közötti határok lebontása, az intuitív és az egzakt egymásba fonódása, a lírai és a geometrikus beépítése központi szerepet játszik.

## A lyco art
A lyco art arra törekszik, hogy tudatos hidat hozzon létre az alkotófolyamat impulzív, intuitív és tervezett elemei között, ezáltal a formáló energiák teljes kontinuumán végighaladva. Ez az alkotófolyamat az érzelem és az értelem kölcsönhatását képviseli, amelyben a logika szenvedélye és a szenvedély logikája az esztétikai tudat utazása során óhatatlanul összefonódik. Hartal költészetét úgy jellemezték, hogy abban "...az álmodozó érzelem és a megkülönböztető értelem egyensúlyban van...". A líraizmus ötvözi "a logikát jelképező geometrikus elemeket, az alkotó folyamatot szimbolizáló alaktalan formákat, valamint az érzelmeket jelző meleg és hideg színeket".
Hartal így összegezte hitvallását:
"A lírai konceptualizmus nem szab formai korlátokat a művészi szabadságnak. Csupán tanácsokat ad. Verseny helyett az együttműködést támogatja. Posztindusztriális társadalmunkban a tudomány és a technológia határozza meg életmódunkat. Következésképpen magának a művészetnek is foglalkoznia kell a tudománnyal és a technológiával. A tudománynak és a technológiának azonban nem az urainknak, hanem a szolgáinknak kell lennie."
- Paul Hartal (1975)

## Galéria

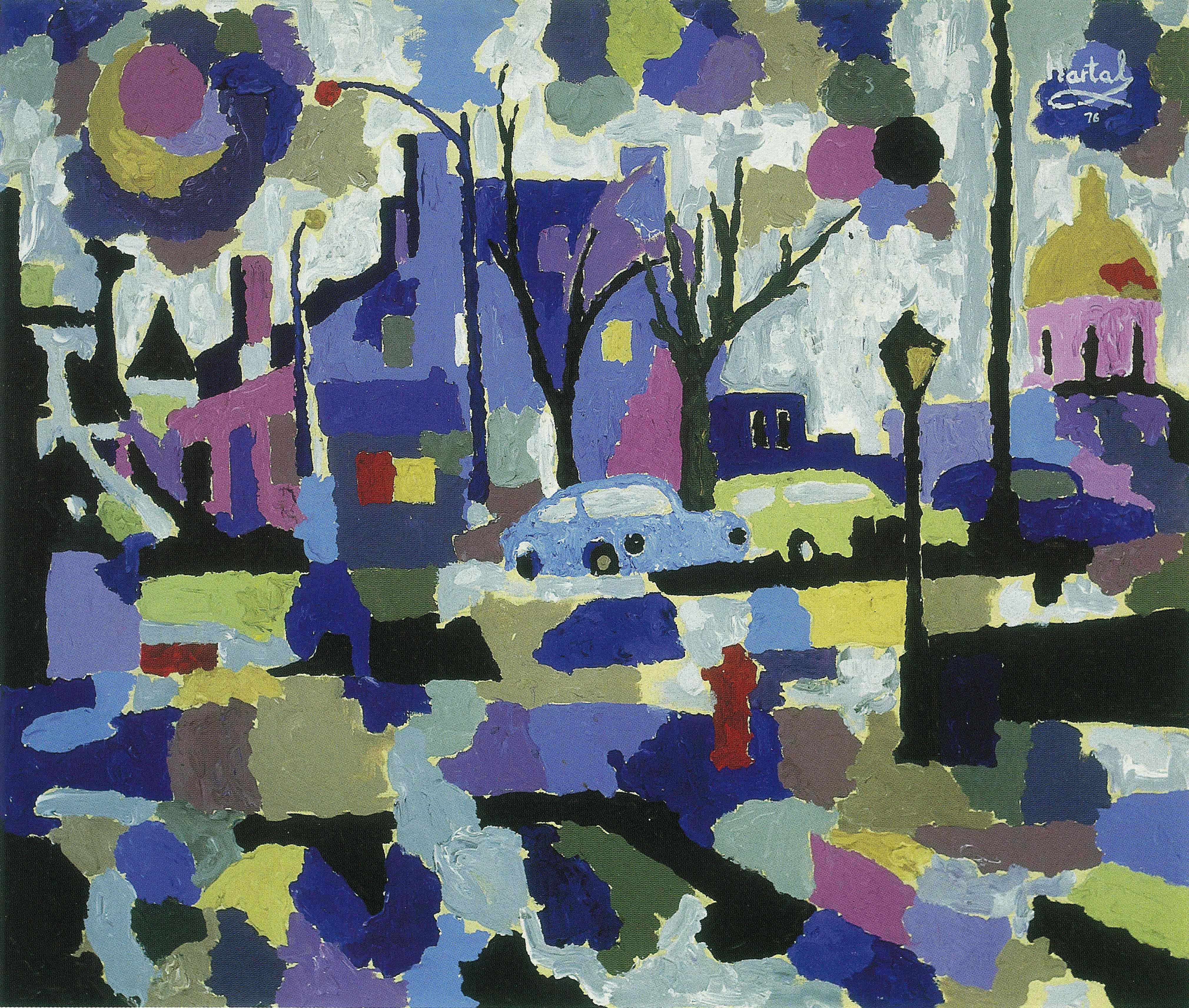
Chateau (1976)   Olaj, vászon, 76 cm x 92 cm A montreali Musee du Chateau Ramezay gyűjteményéből
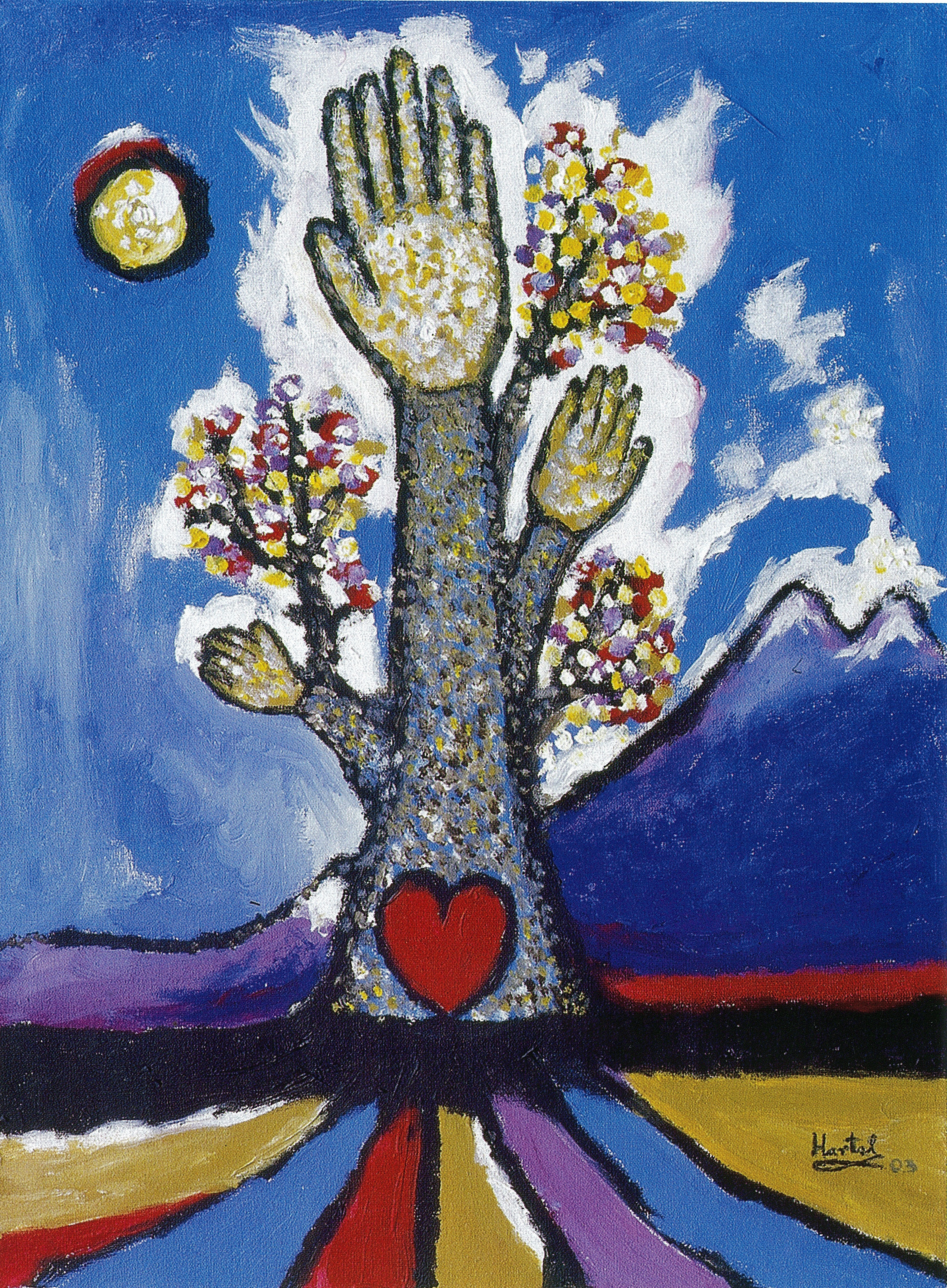
Tree of Life with Six Fingers (2003)  Akril, vászon, 18" x 24"  A szöuli Hanseo University Art Museum gyűjteményéből

## Fordítás
Ez a szócikk részben vagy egészben  a   Paul Hartal című német Wikipédia-szócikk ezen változatának fordításán alapul.  Az eredeti cikk szerkesztőit annak laptörténete sorolja fel. Ez a jelzés csupán a megfogalmazás eredetét és a szerzői jogokat jelzi, nem szolgál a cikkben szereplő információk forrásmegjelöléseként.
Ez a szócikk részben vagy egészben  a   Paul Hartal című angol Wikipédia-szócikk ezen változatának fordításán alapul.  Az eredeti cikk szerkesztőit annak laptörténete sorolja fel. Ez a jelzés csupán a megfogalmazás eredetét és a szerzői jogokat jelzi, nem szolgál a cikkben szereplő információk forrásmegjelöléseként.